# Blizzard of Ozz
A Blizzard of Ozz Ozzy Osbourne debütáló lemeze. 1980. szeptember 20-án látott napvilágot. Ozzy nemcsak énekesként, hanem szövegíróként is megmutatkozik. Nagyon profi csapat jött létre, Randy Rhoads virtuóz gitárjátékával körítve.
Billentyűs hangszereken Don Airey játszik, aki a Ritchie Blackmore által fémjelzett Rainbow zenekarban is megfordult. Bob Daisley basszusgitáros szintén játszott a Rainbow-ban sőt a Uriah Heep-ben és a Black Sabbath-ban is feltűnt. A doboknál Lee Kerslake, aki bármennyire is hihetetlen szintén a Uriah Heep dobosa volt.
A lemezt 2017-ben a Rolling Stone magazin Minden idők 100 legjobb metalalbuma listáján a 9. helyre rangsorolta.

## Számlista
Ahol nincs jelölve, ott Osbourne a dal egyedüli szerzője.
1. I Don't Know – 5:16
2. Crazy Train – 4:56
3. Goodbye to Romance – 5:36
4. Dee (instrumentális) (Rhoads) – 0:50
5. Suicide Solution – 4:21
6. Mr. Crowley – 5:02
7. No Bone Movies (Osbourne, Rhoads, Daisley, Lee Kerslake) – 3:53
8. Revelation (Mother Earth) – 6:09
9. Steal Away (The Night) – 3:28

A 2002-es kiadás bónuszfelvétele
1. You Lookin' at Me Lookin' at You – 4:16

## Közreműködők
- Ozzy Osbourne – ének, vokál
- Randy Rhoads – gitár
- Bob Daisley – basszusgitár, gong, háttérvokál
- Lee Kerslake – dobok, ütős hangszerek, csörgők, timpani (üstdob)
- Don Airey – billentyűs hangszerek

## A 2002-es kiadás
2002-ben Ozzy Osbourne digitalizált formában adta ki az 1980-ban megjelent „Blizzard of Ozz” albumát, méghozzá úgy, hogy másokkal játszatta fel a basszus- és dobrészeket. Az eredeti lemezen játszó Bob Daisley és Lee Kerslake társszerző 20 millió dolláros pert indított ellene, melyet végül elvesztettek.
A két új közreműködő:
- Mike Bordin – dob
- Robert Trujillo – basszusgitár

A 2002-es változaton már ők játszanak.